# مارك ميلر (سائق سيارة سباق)
مارك ميلر (بالإنجليزية: Marc Miller)‏ هو سائق سيارة سباق أمريكي، ولد في 24 أغسطس 1975 في غراند رابيدز في الولايات المتحدة.

## روابط خارجية
- مارك ميلر على موقع DriverDB.com (الإنجليزية)